# Griesenbruch

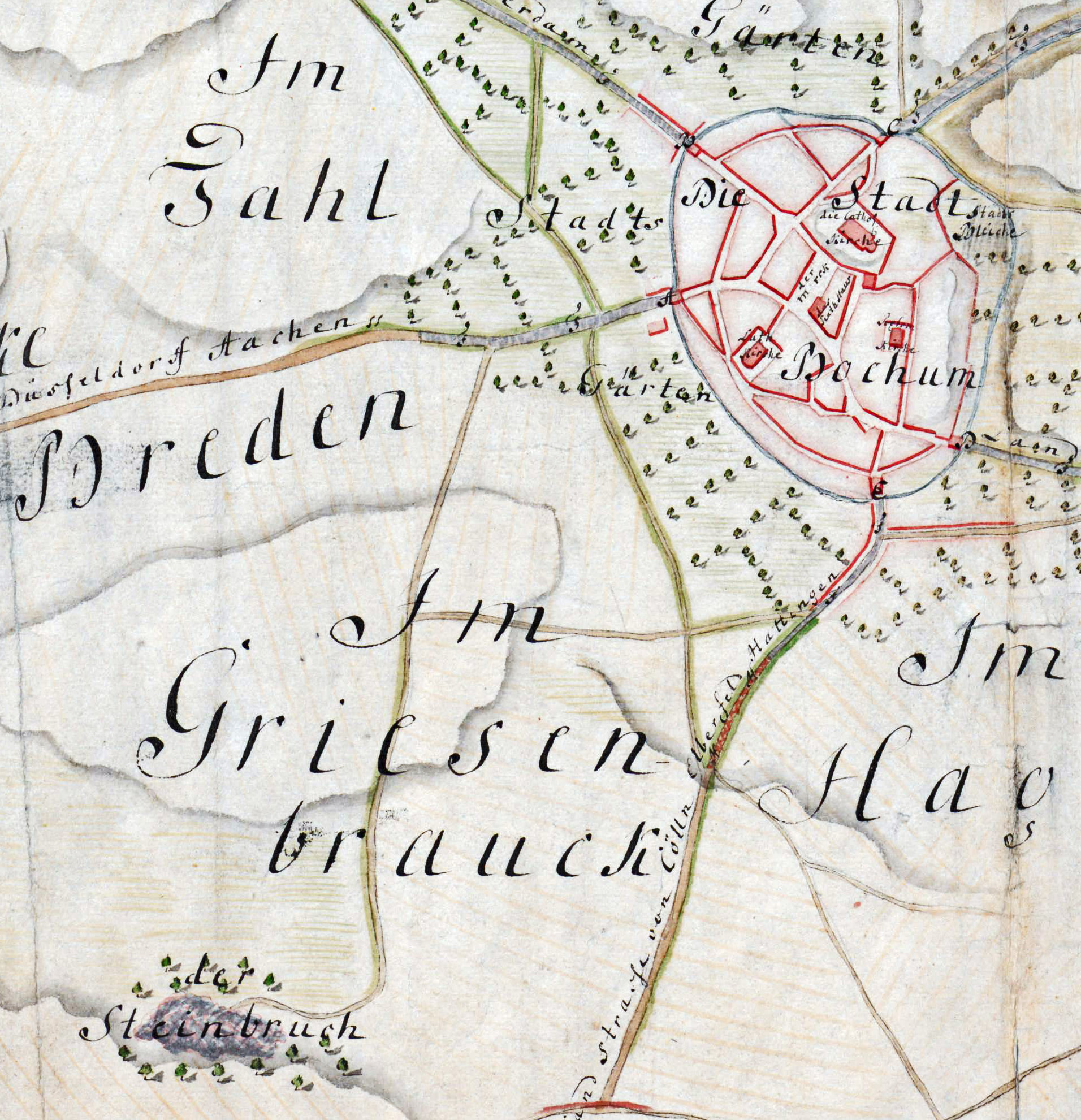
Der Griesenbruch um 1755

Der Griesenbruch ist ein Ortsteil in Bochum. Er liegt zwischen der Bochumer Innenstadt und Stahlhausen. Den Mittelpunkt bildet der Springerplatz, früher Moltkeplatz genannt.
Im Jahr 1790 beschrieb der Bochumer Arzt Karl Arnold Kortum den Griesenbruch als „ein felsichtes, gesträuchvolles Thal, eine halbe Viertelstunde von der Stadt entlegen“. Die Besiedlung erfolgte ab 1870/71, der Zeit des Deutsch-Französischen Kriegs. Die Bewohner arbeiteten oftmals im Bochumer Verein. Die Arnoldschule wurde 1873 gebaut (nach der Zerstörung im Zweiten Weltkrieg wurde die Grundschule 1957 neu errichtet). 2004 zählte der Statistische Unterbezirk 154 Griesenbruch 3.260 Haushalte.